# RUR-5 ASROC

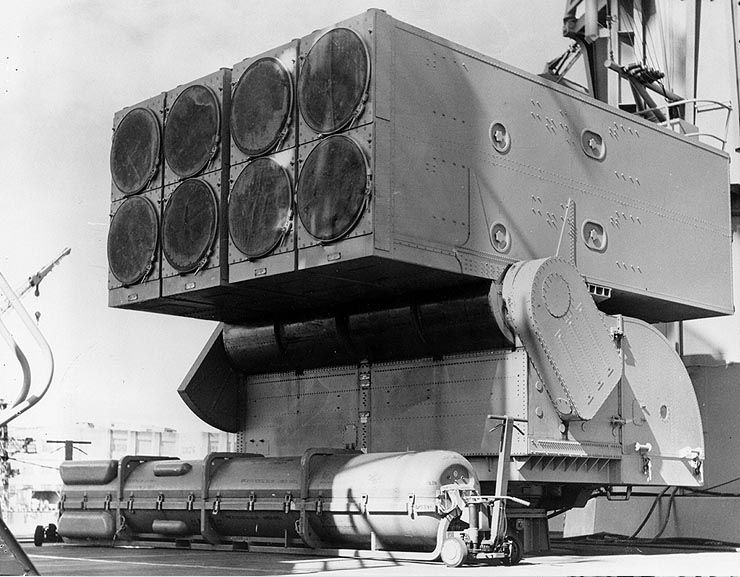
Vypouštěcí zařízení ASROC na křižníku USS Columbus (CG-12)

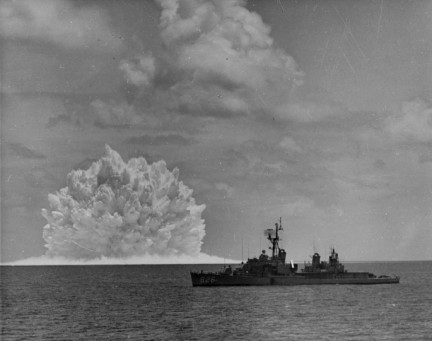
Zkušební výbuch jaderné hlubinné pumy odpálené z torpédoborce USS Agerholmn (DD 826)

RUR-5 ASROC je americká raketová protiponorková zbraň, použitelná za každého počasí, vyvinutá firmou Honeywell pro americké námořnictvo a používaná řadou zahraničních uživatelů. V 60.–80. letech 20. století byla hlavní americkou protiponorkovou zbraní. Název zbraně je odvozen od termínu Anti Submarine ROCket, tedy protiponorková raketa. Vývoj ASROCu byl zahájen v roce 1955 a o pět let později byl systém uveden do operační služby. Nesly ho fregaty, torpédoborce a křižníky. Další generací systému je z vertikálního odpalovacího zařízení MK 41 odpalovaná protiponorková střela RUM-139 VL-ASROC.
ASROC má jednoduchou koncepci. Kompletní zbraňový systém tvoří raketový prostředek, odpalovací zařízení, střelecký počítač a sonar. Zbraň samotnou tvoří raketový urychlovací stupeň na TPH, stabilizovaný pomocí čtyř pevných ploch, k němuž je připojeno buď samonaváděcí torpédo, nebo jaderná hlubinná puma - hlavice W44 (všechny jaderné pumy byly vyřazeny po skončení studené války). Dolet 9 km u starších verzí rakety byl později prodloužen na 18 km. Nejprve byla používána samonaváděcí torpéda typu Mark 44, od roku 1965 nahrazená výkonnějším typem Mark 46.
Raketový motor vyhoří zhruba 5 sekund po odpálení, poté se oddělí hlavice, která se k cíli pohybuje po balistické dráze. Pokud je neseno torpédo, je před dopadem zbrzděno pomocí padáku o průměru 1,8 m a před poškozením při dopadu dále chráněno speciálním krytem samonaváděcí hlavice. Po dopadu torpédo klesne do předem určené hloubky, začne kroužit a vyhledá cíl.